# John Wieners
John Joseph Wieners (født 6. januar 1934, død 1. marts 2002) var amerikansk lyriker. Wieners tog afgangseksamen fra Boston College i 1954 og kom ind på Black Mountain College i staten North Carolina. I 1958 flyttede han til San Francisco og fik forbindelse til bl.a. maleren Robert LaVigne, digteren Robert Duncan og andre forfattere og bohemetyper. Han første værk, The Hotel Wentley Poems, udkom i 1958. Han udgav Nerves i 1970 og Behind the State Capitol or Cincinnati Pike i 1975. Han var indlagt flere gange men brugte det ikke i sine værker.
Han opfattes som beatdigter.